# ORP Warszawa (cacciatorpediniere 1970)
Il cacciatorpediniere lanciamissili ORP Warszawa ex Spravedlivyj è stata un'unità prima della Marina Sovietica e successivamente della Marina polacca

## Spravedlivyj
La costruzione dell'unità, appartenente alla Classe Kotlin, è avvenuta nei Cantieri Navali Ždanov di Leningrado nella Russia sovietica. Lo scafo venne impostato il 25 dicembre 1954, il varo avvenne il 12 aprile 1956 e l'unità entrò in servizio nella Marina Sovietica il successivo 27 dicembre con il nome Spravedlivyj, che in russo significa "giusto" e venne inquadrata nella Flotta del Baltico.
La nave che all'origine era equipaggiata con un armamento esclusivamente artiglieresco ed antisommergibile, nel 1970 venne trasformata in unità missilistica con l'installazione dei missili Volna-M per la difesa antiaerea a lungo raggio, mentre per la lotta antisommergibile vennero installati 2 lanciarazzi multipli a 12 canne RBU-6000. Al termine dei lavori la nave venne ceduta alla Polonia.

## ORP Warszawa
La nave entrò a far parte della Marina polacca il 25 giugno 1970 e ribattezzata ORP Warszawa, venne inquadrata nella 3ª Flottiglia Navale di base a Gdynia. I lavori di ammodernamento erano stati eseguiti in Unione Sovietica secondo le specifiche del Progetto 56AE, una variante del Progetto 56A per le unità vendute all'estero. Lo Spravedlivyj fu l'unico ad essere ceduto ad una marina straniera. Diventata ormai obsoleta la nave venne posta in disarmo il 31 gennaio 1986. Durante il suo servizio con la bandiera polacca la nave si è recata in visita a porti dell'Unione Sovietica, della Finlandia, della Gran Bretagna, della Francia, della Danimarca e della Svezia. Nel 1987 per la sua sostituzione la Polonia ottenne in prestito dai sovietici un cacciatorpediniere della classe Kashin che venne a sua volta ribattezzato Warszawa. L'ultimo comandante dell'unità, Jerzy Wójcik sarebbe stato il primo comandante del nuovo ORP Warszawa.

### Comandanti dell'unità
- Tenente di Vascello  Bogusław Gruchała  (1970 - 1973)
- Capitano di Corvetta Edmund Chełchowski (1973 - 1975)
- Tenente di Vascello  Jerzy Wójcik       (1975 - 1986)

### Nome
Nella storia della Marina Polacca questa è stata la seconda unità a portare il nome Warszawa in onore della capitale polacca. La prima unità con questo nome era stata un monitore che fece parte della Flottiglia fluviale della Vistola prestando servizio dal 1920 al 1939.
Successivamente il nome venne data ad un ex cacciatorpediniere sovietico, lo Smelyj della classe Kashin Mod che la Polonia ottenne in prestito dai sovietici nel 1987 ed entrato in servizio il 9 gennaio 1988. La nave venne ceduta a titolo definitivo alla Polonia nel 1992-93 come risarcimento di debiti che la Russia aveva nei confronti della Polonia, insieme ai sottomarini ORP Dzik e ORP Wilk, due battelli classe Foxtrot ed è rimasta in servizio fino al 5 dicembre 2003, quando venne collocata in riserva ed è attualmente ancorata nel porto di Gdynia in parziale stato di smantellamento.